# Бифуркација
Бифуркација (лат. bifurcus — „рачваст”), или расток, је појава да се ток реке рачва у два слива, тј. да је развође у толикој мери неодређено да се воде одливају у два различита хидрографска система, путем два рукавца или растоке. Према постанку може бити природна или вештачка. Овај хидрографски феномен је прилично редак у свету.

## Одлике
Најбољи пример за природну бифуркацију је река Касикијара, у сливу реке Ориноко, која једним делом одлази у Рио Негро који припада сливу Амазона. У Србији, на Косову постоји бифуркација реке Неродимке, која је вештачки направљена. Датира још и пре краља Милутина. У Македонији су такође направљена два вештачка рачвања — реке Радика и Мутница.

## Посебни типови
Посебан тип рачвања представља и језерска бифуркација која је својствена за Мазурско појезерје у Пољској и Велико језеро у Лици, као и Црно језеро на Дурмитору, где се воде сливају у два слива. Такође, у крашким теренима је својствена и подземна бифуркација. Таква је Требишњица у Поповом пољу и Дунав код Имендингена и Мемингена, где понире на дужини од 8 km и један део се јавља у врелима реке Аах, притоци Боденског језера.